# Antonio del Castillo y Maldonado
Antonio del Castillo y Maldonado (Málaga, 9 de junio de 1623-Málaga, 13 de noviembre de 1692), señor de la Casa de Arias del Castillo, regidor de Málaga, caballero de la Orden de Santiago, alcaide de la Higuera y de la Puerta de la Reina en Llerena, fue  I marqués de Villadarias desde la adquisición del título en 1690 hasta su fallecimiento en 1692 y por lo tanto, fundador de la Casa Noble de los del Castillo.

## Biografía
Nació en Málaga el 9 de junio de 1623. Era hijo de Francisco Arias del Castillo, bisnieto del secretario de Carlos I Juan Arias del Castillo, y de María de Fajardo y Maldonado (antes María de Berlanga-Maldonado y Maldonado), hermana de la I condesa de Gavia.
Antonio se desposó por poderes en Córdoba en 1643 (ratificado en 1644) con Catalina Fernández de Argote y de los Ríos, hija de Diego Fernández de Argote, caballero de la Orden de Santiago, veinticuatro de Córdoba, procurador de Cortes y diputado general del Reino, y de Catalina de los Ríos, señora del Morillo, de cuyo matrimonio no tuvo sucesión.
Antes de casarse había tenido un hijo natural de María Muñoz de Lorca, llamado Francisco del Castillo Fajardo y Muñoz.
Antonio otorgó testamento en Málaga en 1691, declarando como su hijo natural a Francisco del Castillo y Muñoz, declarándolo su inmediato sucesor al mayorazgo de la Casa Arías del Castillo que fundó su tercer abuelo. El mayorazgo se lo disputó a Francisco, II marqués de Villadarias, y lo ganó, el marqués del Vado de Maestre, como marido de Agüeda de Veintimiglia Pisa y del Castillo, hija legítima de una hermana de su padre Antonio, por lo tanto, su prima hermana. 
El rey de España Carlos II concedió a Antonio por Real Decreto de 20 de marzo de 1690 el título nobiliario de Marqués de Villadarias, otorgándoselo con vizcondado previo.
Falleció Antonio del Castillo Fajardo y Maldonado, I marqués de Villadarias en Málaga el 13 de noviembre de 1692 a la edad de 69 años, y no habiendo tenido hijos legítimos de su matrimonio con Catalina de Argote, le sucedió en sus títulos y honores su hijo natural Francisco del Castillo Fajardo y Muñoz que le sucedió como II marqués de Villadarias.
| Predecesor: fue el primer Marqués de Villadarias | Marqués de Villadarias 1690-1692 | Sucesor: Francisco del Castillo y Fajardo |